# Seres 5
La Seres 5 est un SUV électrique du constructeur automobile chinois Seres.